# Премия Американского института киноискусства (2015)
Премия Американского института киноискусства за 2015 год.

## 10 лучших фильмов
- «Игра на понижение»
- «Шпионский мост»
- «Кэрол»
- «Головоломка»
- «Безумный Макс: Дорога ярости»
- «Марсианин»
- «Комната»
- «В центре внимания»
- «Звёздные войны: Пробуждение силы»
- «Голос улиц»

## 10 лучших телевизионных программ
- «Американцы»
- «Лучше звоните Солу»
- «Черноватый»
- «Империя»
- «Фарго»
- «Игра престолов»
- «Родина»
- «Мастер не на все руки»
- «Мистер Робот»
- «Нереально»

## Специальная премия
- «Безумцы» — за «вклад в культурное наследие Америки». Телесериал 7 раз получал Премию Американского института киноискусства.